# Hrnjanec
 Hrnjanec  falu Horvátországban Zágráb megyében. Közigazgatásilag Szentivánzelinához tartozik.

## Fekvése
Zágrábtól 21 km-re északkeletre, községközpontjától 6 km-re délnyugatra, a Medvednica-hegység délkeleti lejtőin fekszik.

## Története
1857-ben 301, 1910-ben 572 lakosa volt. Trianonig Zágráb vármegye Szentivánzelinai járásához tartozott.
2001-ben 469 lakosa volt.

## Külső hivatkozások
Szentivánzelina község hivatalos oldala